# 早川鉄冶

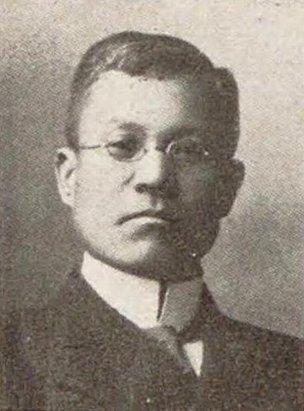
早川鉄冶

早川 鉄冶（はやかわ てつや、文久3年5月25日（1863年7月10日） - 昭和16年（1941年）6月5日）は、日本の衆議院議員（立憲政友会→立憲同志会）。外交官。

## 経歴
備前国岡山出身。1884年（明治17年）に札幌農学校を卒業し、アメリカ合衆国のヘイスティングズ・カレッジやドイツのベルリン大学で学んだ。帰国後、外務省に入省し、外務省御用掛、外務書記生、交際官試補を歴任した。大隈重信の知遇を得、1897年（明治30年）に大隈が農商務大臣に就任すると、大臣秘書官、同省参事官、製鉄所事務官を務めた。翌年、大隈が内閣総理大臣に就任すると、内閣書記官兼弁理公使、外務省政務局長に登用された。第1次大隈内閣総辞職後は実業界に入り、大小20余りの会社の発起人となるが、芳しい成果を残すことができず、やがて特許弁理士の業務に従事した。
1912年（明治45年）、第11回衆議院議員総選挙に出馬し、当選を果たした。
その後は横浜護謨製造株式会社監査役を務めた。

## 栄典
- 1895年（明治28年）12月10日 - 勲六等単光旭日章[6]
- 1898年（明治31年）12月28日 - 勲五等瑞宝章[7]

## 著書
- 『舌弾』（1918年、耕文堂）
- 『戦後の青年』（1919年、戦後経営調査会）